# 真珠母雲
真珠母雲（しんじゅぼぐも、英語: mother-of-pearl clouds, nacreous clouds）は、高度15 - 30km付近の成層圏にできる真珠母貝のような光彩をもつ雲。鮮やかな光彩は、成層圏にできる極成層圏雲（きょくせいそうけんうん、極域成層圏雲、英: polar stratospheric clouds, PSC）のうち、水の球状氷粒子からなる雲に特有のものである。
極成層圏雲は成層圏オゾンの分解に関与しており、オゾン層破壊における研究対象となっている。
以下、この項目では極成層圏雲についても併せて解説する。

## 極成層圏雲の形成
極成層圏雲の発生がみられるのは気温約 -78℃を下回る極低温。成層圏は上部よりも下部の方が冷たく下部成層圏の平均は気温は -45℃から -75℃程度だが、これよりも低い温度にあたる。-78℃から -85℃の間では硝酸を主体とする粒子で、約 -85℃を下回る気温では水を主体とする粒子になる。
冬の成層圏で発達する極渦の内側では極低温が生じる。極渦が安定する南極の方がよく発生し、極渦が安定しない北極では発生する頻度が相対的に低いが、これは南半球高緯度は海が多い一方、北半球高緯度には山岳が多くプラネタリー波が生じて極渦を不安定にするためである。下部成層圏の平均気温は北極よりも南極の方が低い。
極渦内が低温になるのは、連日の極夜に伴う放射冷却により冷気が蓄積され、極渦がその内外の大気の移動を妨げるためである。

### 極成層圏雲の組成
-78℃以下の気温では、硝酸(HNO3)と水(H2O)が同時に凝縮（共凝縮）して硝酸三水和物(HNO3・3H2O)の粒子を形成する変化が起こる。粒子の大きさは1 - 10μmのオーダー。ただし、核生成速度が遅いため粒子密度は低い。
-81℃以下の気温では、微小な硫酸エアロゾルを核として硝酸と水が凝縮して硝酸三水和物に硫酸が混和した過冷却液滴（三成分液滴）が形成される。この液滴の大きさは1μm未満のオーダー。
（低圧の成層圏における）水の凝固点にあたる -85℃以下の気温では、上記の反応により気体の硝酸が減少した環境下で水を主体とする氷粒子が形成される。
リモートセンシングにより初めて雲の成分が判明した頃は硝酸と水からなる雲（タイプI）と氷からなる雲（タイプII）二分していたが、様々な種類の粒子があることが分かってきたことでこの呼び方は使われなくなった。

## 極成層圏雲とオゾン層
極地方上空の成層圏で極成層圏雲が形成されると、日射のない極夜のもと、まずその粒子の表面で硝酸塩素(ClONO2)や塩化水素(HCl)などの安定性の塩素から塩素分子(Cl2)を生成する不均一反応が進行、塩素分子は極渦の圏内に蓄積される。
冬から春にかけて日射が回復してくると、塩素分子が光解離により活性塩素原子に分解、活性塩素原子は触媒として働きオゾンを分解する。
毎年の極渦の安定性や極域の下部成層圏の気温の変動は、極成層圏雲が発生する範囲や期間の長さを変動させる。その年の成層圏オゾンの減少度（オゾン層の破壊度）は、極域の下部成層圏の気温に対応して大きく変動することが知られている。
オゾン層破壊の監視の目的も兼ねて、南極の観測拠点、例えば昭和基地でも極成層圏雲の観測が行われており、出現した方向・高度や時間を記録している。

## 観測

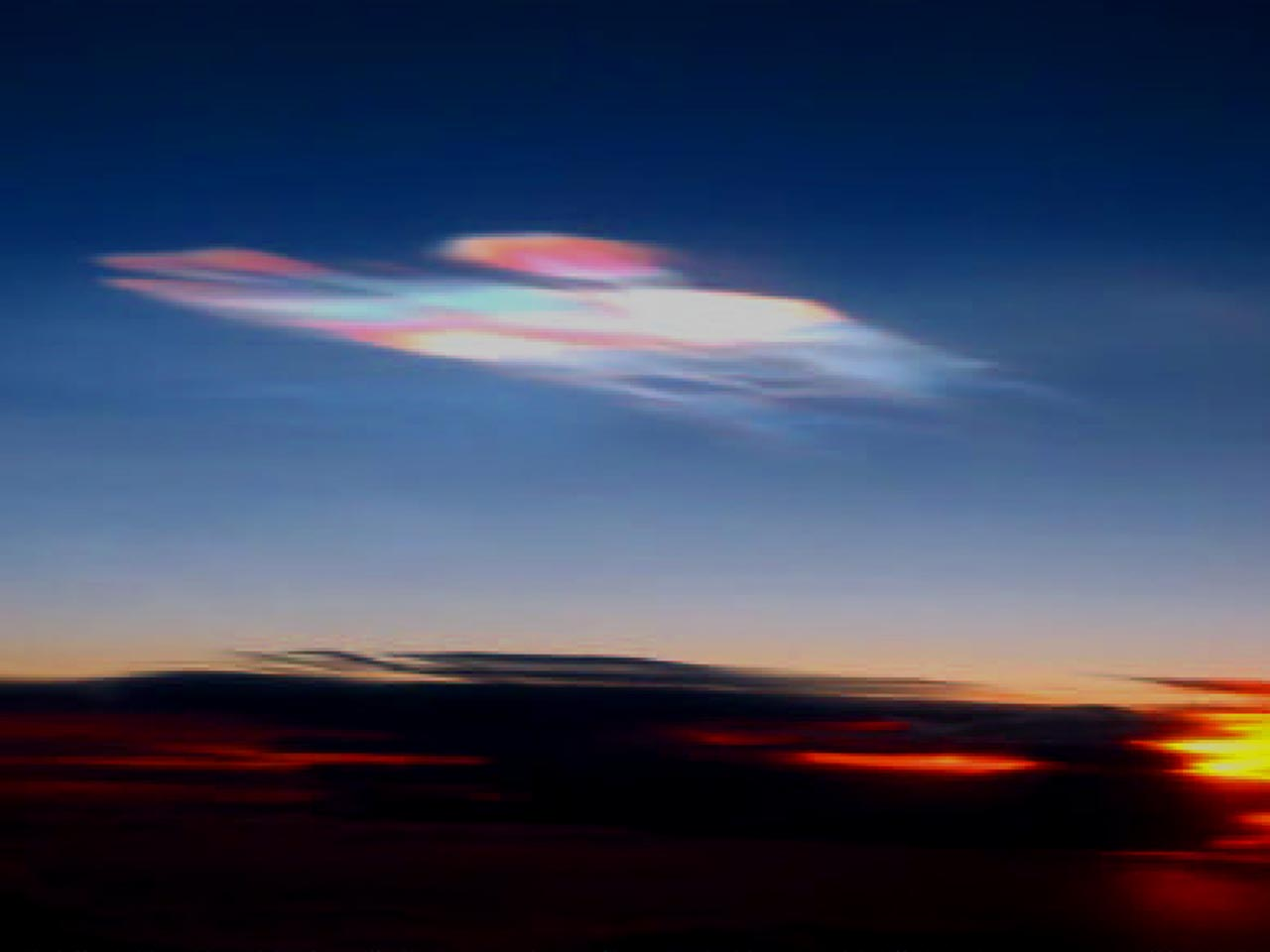
鮮やかな色の真珠母雲

真珠母雲は対流圏の高い高度にできる巻雲や高積雲のレンズ雲、またこれらの彩雲に似ている。巻雲や高積雲などの彩雲は雲の辺縁部に現れるのに対して、真珠母雲の光彩は雲全体にみられ、なおかつ太陽が地平線上数度にある低い時に最も色が鮮やかに（光のスペクトルの全色が）見える。またより高い高度にあるため、日没後巻雲が暗くなった後もしばらくは真珠母雲は明るい。日没後の色味は、まず鮮やかな色からオレンジ色系統に、更にピンク色系統、そしてだんだんと暗い色に変化していく。日の出の際にはこの逆の変化をとる。なお、月明かりのある時は夜中にも観察できる場合がある。
真珠母雲はレンズ状・うねり状（レンズ雲）のことが多い。成層圏に伝播する重力波に起因しており、山脈の風下にみられることが多い。また、このタイプは重力波の波頭の部分に生じ位置が変わらない。日没後に観測されるレンズ状でない真珠母雲は、動いていても観察者からの距離が遠いためにゆっくり動いて見える。
光彩が見えるのは、雲の粒子がおよそ10μmで大きさの揃った球状の氷からなり、光の回折や干渉が分光を起こすためと考えられている。
"nacreous"（真珠母貝）を冠した"nacreous clouds"の文献での初出は1893年のMohn, H.によるもの。後に日本語で「真珠母雲」と訳された。
真珠母雲を含む極成層圏雲は、高緯度地域で冬季に発生する。南極（南半球）の方がよく発生する。北半球でも、北極圏、スカンジナビア半島、イギリス北端スコットランド、ロシア、アラスカ、カナダで観測され、稀にそれ以外の北ヨーロッパでも観測される。
真珠母雲ではない、硝酸を主体とする極成層圏雲は、雲粒が小さく密度も低いことから肉眼での観測が難しい。この種の雲は普通、鮮やかな色をしていないが、黄色がかった薄いベール状で空に広がるものが観測されることがある。日没直後の太陽高度が地平線下 -1度から -6度くらい（市民薄明）の頃が最も観察しやすい。